# Championnat de France masculin de hockey sur gazon 2025-2026
Navigation
2024-2025
Le Championnat de France masculin de hockey sur gazon 2025-2026 est composé d'un total de 10 équipes. Les 4 première équipes peuvent jouer le tournoi final dont le format est exactement le même que la saison 2024-2025. Les demi-finales se dérouleront le week-end du 16 et 17 Mai 2026. Quant à la finale, elle se déroulera le week-end du 31 mai 2026.
L'équipe promue de Nationale 1 pour la saison 2025-2026 est le Stade-Français.

## Clubs participants

### Liste des clubs
| Équipe           | Localisation          | Région               | Diminutif | Stade                                     |
| ---------------- | --------------------- | -------------------- | --------- | ----------------------------------------- |
| Saint-Germain HC | Saint-Germain-en-Laye | Île-de-France        | SGHC      | Stade municipal de hockey Georges-Lefèvre |
| CA Montrouge     | Montrouge             | Île-de-France        | CAM       | Stade Paul Montay                         |
| HC Nantes        | Nantes                | Pays de la Loire     | HCN       | Stade de la Colinière                     |
| RC France        | Versailles            | Île-de-France        | RCF       | Stade de la Boulie                        |
| Douai HC         | Douai                 | Hauts-de-France      | DHC       | Stade Demeny                              |
| IH Lambersart    | Lambersart            | Hauts-de-France      | IHL       | Stade Guy Lefort                          |
| Lille MHC        | Lille                 | Hauts-de-France      | LMHC      | Stade de la rue Henri-Delescaux           |
| Polo HCM         | Marcq-en-Barœul       | Hauts-de-France      | PHC       | Stade Gilles d'Halluin                    |
| Stade Français   | Vaucresson            | Île-de-France        | SF        | Stade Français Haras Lupin                |
| FC Lyon          | Caluire               | Auvergne-Rhône-Alpes | FCL       | Stade Georges-Corbel                      |

### Localisation des clubs
| \| LMHC / IHL / PHCM FCL DHC HCN CAM / SF / RCF / SGHC \| Localisation des clubs engagés dans le championnat. |
| LMHC / IHL / PHCM FCL DHC HCN CAM / SF / RCF / SGHC                                                           |

## Classement

### Classement de la saison 2023-2024 du Championnat de France Masculin de hockey sur gazon
| Rang | Équipe                    | Pts | J | G | N | P | Bp | Bc | Diff |
| ---- | ------------------------- | --- | - | - | - | - | -- | -- | ---- |
| 1    | CA MontrougeT             | 0   | 0 | 0 | 0 | 0 | 0  | 0  | 0    |
| 2    | Lille MHC                 | 0   | 0 | 0 | 0 | 0 | 0  | 0  | 0    |
| 3    | Racing Club de France     | 0   | 0 | 0 | 0 | 0 | 0  | 0  | 0    |
| 4    | Saint-Germain Hockey Club | 0   | 0 | 0 | 0 | 0 | 0  | 0  | 0    |
| 5    | Polo HC                   | 0   | 0 | 0 | 0 | 0 | 0  | 0  | 0    |
| 6    | FC Lyon                   | 0   | 0 | 0 | 0 | 0 | 0  | 0  | 0    |
| 7    | IH Lambersart             | 0   | 0 | 0 | 0 | 0 | 0  | 0  | 0    |
| 8    | Stade Français ᴾ          | 0   | 0 | 0 | 0 | 0 | 0  | 0  | 0    |
| 9    | Douai HC                  | 0   | 0 | 0 | 0 | 0 | 0  | 0  | 0    |
| 10   | HC Nantes                 | 0   | 0 | 0 | 0 | 0 | 0  | 0  | 0    |

| Place spécifique | Place spécifique              |
| ---------------- | ----------------------------- |
| Play-Off         | (1er,2è,3è,4è) : Phase finale |
| Play-Down        | (9è) : barrages de relégation |
| Play-Down        | (10è) : relégation            |
| Abréviations     | T : Tenant du titre           |
| Abréviations     | P : Promus de Nationale 1     |

## Matchs[1]

### Résultats par journée
| Journée ╱ Équipe | 1 | 2 | 3 | 4 | 5 | 6 | 7 | 8 | 9 | 10 | 11 | 12 | 13 | 14 | 15 | 16 | 17 | 18 |
| ---------------- | - | - | - | - | - | - | - | - | - | -- | -- | -- | -- | -- | -- | -- | -- | -- |
| RCF              |   |   |   |   |   |   |   |   |   |    |    |    |    |    |    |    |    |    |
| HCN              |   |   |   |   |   |   |   |   |   |    |    |    |    |    |    |    |    |    |
| CAM              |   |   |   |   |   |   |   |   |   |    |    |    |    |    |    |    |    |    |
| FCL              |   |   |   |   |   |   |   |   |   |    |    |    |    |    |    |    |    |    |
| IHL              |   |   |   |   |   |   |   |   |   |    |    |    |    |    |    |    |    |    |
| LMHC             |   |   |   |   |   |   |   |   |   |    |    |    |    |    |    |    |    |    |
| DHC              |   |   |   |   |   |   |   |   |   |    |    |    |    |    |    |    |    |    |
| SGHC             |   |   |   |   |   |   |   |   |   |    |    |    |    |    |    |    |    |    |
| PHC              |   |   |   |   |   |   |   |   |   |    |    |    |    |    |    |    |    |    |
| SF               |   |   |   |   |   |   |   |   |   |    |    |    |    |    |    |    |    |    |

### Règlement
Ce qui va suivre est un extrait du règlement des compétitions disponible sur le site de la fédération.
Le classement est calculé avec le barème de points suivant : une victoire vaut trois points, le match nul un. La défaite ne rapporte aucun point.
En cas d’égalité entre deux équipes ou davantage, elles sont départagées de la façon suivante : 
1. Selon leur nombre de victoires
2. Selon la différence entre les buts marqués et les buts encaissés
3. Selon leur nombre de buts marqués
4. Selon les résultats des rencontres les ayant opposées (classement aux points, puis nombre de victoires)
5. Si nécessaire, la CSN ou le Délégué (DC ou DF) organise une compétition de shoot out.

## Calendrier des matchs

### Journée 1
| Match 1                 | Saint-Germain HC | - | FC Lyon | Stade municipal de hockey Georges-Lefèvre |             |
| 14 septembre 2025 15h00 |                  |   |         | Arbitrage :                               | Arbitrage : |

| Match 2                 | Lille MHC | - | IH Lambersart | Stade de la rue Henri-Delescaux |             |
| 14 septembre 2025 15h00 |           |   |               | Arbitrage :                     | Arbitrage : |

| Match 3                 | CA Montrouge | - | RC France | Stade Paul Montay |             |
| 14 septembre 2025 16h00 |              |   |           | Arbitrage :       | Arbitrage : |

| Match 4                 | Polo HCM | - | HC Nantes | Stade Gilles d'Halluin |             |
| 14 septembre 2025 16h00 |          |   |           | Arbitrage :            | Arbitrage : |

| Match 5                 | Stade Français | - | Douai HC | Stade Français Haras Lupin |             |
| 14 septembre 2025 16h00 |                |   |          | Arbitrage :                | Arbitrage : |

### Journée 2
| Match 6                 | RC France | - | Saint-Germain HC | Stade de la Boulie |             |
| 20 septembre 2025 19h00 |           |   |                  | Arbitrage :        | Arbitrage : |

| Match 7                 | IH Lambersart | - | Polo HCM | Stade Guy Lefort |             |
| 21 septembre 2025 13h30 |               |   |          | Arbitrage :      | Arbitrage : |

| Match 8                 | FC Lyon | - | Stade Français | Stade Georges-Corbel |             |
| 21 septembre 2025 14h30 |         |   |                | Arbitrage :          | Arbitrage : |

| Match 9                 | HC Nantes | - | CA Montrouge | Stade de la Colinière |             |
| 21 septembre 2025 15h00 |           |   |              | Arbitrage :           | Arbitrage : |

| Match 10                | Douai HC | - | Lille MHC | Stade Demeny |             |
| 21 septembre 2025 15h00 |          |   |           | Arbitrage :  | Arbitrage : |

### Journée 3
| Match 11                | Lille MHC | - | HC Nantes | Stade de la rue Henri-Delescaux |             |
| 28 septembre 2025 15h00 |           |   |           | Arbitrage :                     | Arbitrage : |

| Match 12                | CA Montrouge | - | Douai HC | Stade Paul Montay |             |
| 28 septembre 2025 16h00 |              |   |          | Arbitrage :       | Arbitrage : |

| Match 13                | Polo HCM | - | FC Lyon | Stade Gilles d'Halluin |             |
| 28 septembre 2025 16h00 |          |   |         | Arbitrage :            | Arbitrage : |

| Match 14                | Saint-Germain HC | - | IH Lambersart | Stade municipal de hockey Georges-Lefèvre |             |
| 28 septembre 2025 16h00 |                  |   |               | Arbitrage :                               | Arbitrage : |

| Match 15                | Stade Français | - | RC France | Stade Français Haras Lupin |             |
| 28 septembre 2025 16h00 |                |   |           | Arbitrage :                | Arbitrage : |

### Journée 4
| Match 16              | IH Lambersart | - | Stade Français | Stade Guy Lefort |             |
| 05 octobre 2025 13h30 |               |   |                | Arbitrage :      | Arbitrage : |

| Match 17              | FC Lyon | - | Lille MHC | Stade Georges-Corbel |             |
| 05 octobre 2025 15h00 |         |   |           | Arbitrage :          | Arbitrage : |

| Match 18              | Douai HC | - | HC Nantes | Stade Demeny |             |
| 05 octobre 2025 15h00 |          |   |           | Arbitrage :  | Arbitrage : |

| Match 19              | CA Montrouge | - | Saint-Germain HC | Stade Paul Montay |             |
| 05 octobre 2025 16h00 |              |   |                  | Arbitrage :       | Arbitrage : |

| Match 20              | RC France | - | Polo HCM | Stade de la Boulie |             |
| 05 octobre 2025 16h00 |           |   |          | Arbitrage :        | Arbitrage : |

### Journée 5
| Match 21              | HC Nantes | - | FC Lyon | Stade de la Colinière |             |
| 12 octobre 2025 13h30 |           |   |         | Arbitrage :           | Arbitrage : |

| Match 22              | Douai HC | - | IH Lambersart | Stade Demeny |             |
| 12 octobre 2025 15h00 |          |   |               | Arbitrage :  | Arbitrage : |

| Match 23              | Lille MHC | - | RC France | Stade de la rue Henri-Delescaux |             |
| 12 octobre 2025 16h00 |           |   |           | Arbitrage :                     | Arbitrage : |

| Match 24              | Saint-Germain HC | - | Polo HCM | Stade municipal de hockey Georges-Lefèvre |             |
| 19 octobre 2025 16h00 |                  |   |          | Arbitrage :                               | Arbitrage : |

| Match 25               | Stade Français | - | CA Montrouge | Stade Français Haras Lupin |             |
| 11 novembre 2025 15h00 |                |   |              | Arbitrage :                | Arbitrage : |

### Journée 6
| Match 26              | FC Lyon | - | RC France | Stade Georges-Corbel |             |
| 26 octobre 2025 14h00 |         |   |           | Arbitrage :          | Arbitrage : |

| Match 27              | IH Lambersart | - | HC Nantes | Stade Guy Lefort |             |
| 26 octobre 2025 15h00 |               |   |           | Arbitrage :      | Arbitrage : |

| Match 28              | CA Montrouge | - | Lille MHC | Stade de la rue Henri-Delescaux |             |
| 26 octobre 2025 16h00 |              |   |           | Arbitrage :                     | Arbitrage : |

| Match 29              | Polo HCM | - | Stade Français | Stade Gilles d'Halluin |             |
| 26 octobre 2025 16h00 |          |   |                | Arbitrage :            | Arbitrage : |

| Match 30              | Saint-Germain HC | - | Douai HC | Stade Français Haras Lupin |             |
| 26 octobre 2025 16h00 |                  |   |          | Arbitrage :                | Arbitrage : |

## Phase finale
Depuis la saison 2024-2025, le format de la phase finale a changé. Elle est composé d'un week-end de demi-finale puis d'un week-end de finale. Il est à noter que le match de la 3ème place a été supprimé.
Les demi-finales se dérouleront le week-end du 16 et 17 Mai 2026. Quant à la finale, elle se déroulera le week-end du 31 mai 2026

### Tableau final
|  | Demi-finales   | Demi-finales   | Demi-finales   | Demi-finales   |              |              | Finale      | Finale      | Finale      | Finale      |
|  |                |                |                |                |              |              |             |             |             |             |
|  | 16-17 Mai 2026 | 16-17 Mai 2026 | 16-17 Mai 2026 | 16-17 Mai 2026 |              |              | 31 Mai 2026 | 31 Mai 2026 | 31 Mai 2026 | 31 Mai 2026 |
|  | #Équipe 1      | #Équipe 1      | -              | -              |              |              | 31 Mai 2026 | 31 Mai 2026 | 31 Mai 2026 | 31 Mai 2026 |
|  | #Équipe 1      | #Équipe 1      | -              | -              |              |              | 31 Mai 2026 | 31 Mai 2026 | 31 Mai 2026 | 31 Mai 2026 |
|  | #Équipe 2      | #Équipe 2      | -              | -              |              |              | 31 Mai 2026 | 31 Mai 2026 | 31 Mai 2026 | 31 Mai 2026 |
|  | #Équipe 2      | #Équipe 2      | -              | -              | #Vainqueur 1 | #Vainqueur 1 | -           | -           |             |             |
|  | 16-17 Mai 2026 |                |                |                | #Vainqueur 1 | #Vainqueur 1 | -           | -           |             |             |
|  |                |                | #Vainqueur 2   | #Vainqueur 2   | -            | -            |             |             |             |             |
|  | #Équipe 3      | #Équipe 3      | #Vainqueur 2   | #Vainqueur 2   | -            | -            | -           | -           |             |             |
|  | #Équipe 3      | #Équipe 3      |                |                |              |              |             | -           |             |             |
|  | #Équipe 4      | #Équipe 4      | -              | -              |              |              |             |             |             |             |
|  | #Équipe 4      | #Équipe 4      | -              | -              |              |              |             |             |             |             |

### Demi-finales
| Demi-finale 1 - Phase Aller |  | - |  |             |             |
| 16 Mai 2026                 |  |   |  | Arbitrage : | Arbitrage : |

| Demi-finale 1 - Phase Retour |  | - |  |             |             |
| 17 Mai 2026                  |  |   |  | Arbitrage : | Arbitrage : |

| Demi-finale 2 - Phase Aller |  | - |  |             |             |
| 16 Mai 2026                 |  |   |  | Arbitrage : | Arbitrage : |

| Demi-finale 2 - Phase Retour |  | - |  |             |             |
| 17 Mai 2026                  |  |   |  | Arbitrage : | Arbitrage : |

### Finale
| Finale      |  | - |  |             |             |
| 31 Mai 2026 |  |   |  | Arbitrage : | Arbitrage : |